# Mane Tunong
Mane Tunong is een bestuurslaag in het regentschap Aceh Utara van de provincie Atjeh, Indonesië. Mane Tunong telt 1860 inwoners (volkstelling 2010).